# Sillago megacephalus
 Sillago megacephalus és una espècie de peix de la família Sillaginidae i de l'ordre dels perciformes.

## Morfologia
Els mascles poden assolir els 15,8 cm de longitud total.

## Distribució geogràfica
Es troba a Hainan (Xina).